# Воздвижівка
Воздви́жівка (до 1894 року — Шелехівка, Гарненьке) — село в Україні, адміністративний центр Воздвижівської сільської громади Пологівського районі Запорізької області. Населення — 1324 особи. До 2017 року орган місцевого самоврядування —  Воздвижівська сільська рада.

## Географія
Село Воздвижівка розташоване на одному з витоків річки Нижня Солона, на відстані 4 км від села Різдвянка Запорізького району та за 24 км на північний захід від міста Гуляйполе. Поруч пролягає залізниця, найближча станція Гайчур (за 10 км).

## Історія
Село засноване на початку XIX століття кріпаками з Полтавщини. До 1894 року мало назву — Гарненьке, згодом Шелехівка.
7 (20) листопада 1917 року, відповідно до Третього Універсалу Української Центральної Ради, увійшло до складу Української Народної Республіки.
Під час організованого радянською владою Голодомору 1932—1933 років померло щонайменше 167 жителів села.
11 квітня 2017 року, шляхом об'єднання Верхньотерсянської, Воздвижівської та Долинської сільських рад Гуляйпільського району, утворена Воздвижівська сільська громада з адміністративним центром у селі.
19 липня 2020 року, в результаті адміністративно-територіальної реформи та ліквідації Гуляйпільського району, село увійшло до складу новоутвореного Пологівського району.
16 жовтня 2022 року, вночі, російські окупанти завдали два ракетних удара по будівлі сільської школи. Навчальний заклад зруйновано майже вщент. Ще одна ракета потрапила до місцевого парку. Руйнувань зазнали також приватні будинки навколо.
21 червня 2024 року російські окупанти здійснили черговий терористичний акт — обстріляли фугасними авіабомбами село Воздвижівка з влучання у житловий будинок. Внаслідок ворожої атаки загинув одна людина, ще двоє осіб зазнали поранення.

## Населення
За переписом УРСР 1989 року чисельність наявного населення села становила 1384 особи, з яких 612 чоловіків та 772 жінки.
За переписом населення України 2001 року в селі мешкала 1321 особа.

## Мова
Розподіл населення за рідною мовою за даними перепису 2001 року:
| Мова       | Відсоток |
| ---------- | -------- |
| українська | 93,13 %  |
| російська  | 4,08 %   |
| вірменська | 1,59 %   |
| циганська  | 0,98 %   |
| молдовська | 0,15 %   |

## Економіка
- ПАТ «Агронива».

## Об'єкти соціальної сфери
- НВК.
- Дільнична лікарня.
- Будинок культури.
- Музей.